# Hyperthermie
Hyperthermie ist eine Überwärmung des Körpers gegen die Tendenz des Wärmeregulationszentrums. Im Gegensatz zum Fieber ist sie nicht durch Pyrogene ausgelöst und spricht daher nicht auf fiebersenkende Medikamente an.
Eine Sonderform ist die Maligne Hyperthermie, bei der die erhöhte Körpertemperatur als schwere unerwünschte Arzneimittelwirkung und auch beim Konsum von bestimmten Drogen (z. B. Ecstasy) auftritt.
Sie kann auch im Rahmen seltener Syndrome wie z. B. dem Stüve-Wiedemann-Syndrom oder dem Crisponi-Syndrom auftreten.

## Therapeutische Hyperthermie
Die künstlich, im Gegensatz zum Heilfieber durch äußere Wärmezufuhr, erzeugte Temperaturerhöhung (Therapeutische Hyperthermie) wird beispielsweise ergänzend zur Behandlung von Krebserkrankungen angewendet. Hyperthermie wird besonders im Bereich der alternativen Krebsbehandlung sowie in der komplementären Onkologie eingesetzt. Ein Wirksamkeitsnachweis liegt nur in wenigen Fällen und in Kombination mit Chemo- oder Strahlentherapie vor. Wird die Therapie ergänzend zur Anwendung gebracht, werden Wirkungen von Strahlen- und Chemotherapie verstärkt.
Lokale Hyperthermie wird bei der Behandlung von Insektenstichen durch einen Wärmestift verwendet. Dass die erhöhte Temperatur eine positive Wirkung auf den Schmerz und den Juckreiz habe, war das Ergebnis einer 2011 durchgeführten (vom Hersteller beauftragten) Studie.
Es gibt verschiedene Arten der Hyperthermie. Bei der Ganzkörper-Hyperthermie wird mit Ausnahme des Kopfes der gesamte Körper mittels wassergefilterter Infrarotstrahler überwärmt. Dabei erreicht die Körpertemperatur Werte zwischen 39,5 °C und 40,5 °C. Bei der lokoregionalen Tiefenhyperthermie wird nur das betroffene Gewebe oder Organ bis maximal 44 Grad Celsius überwärmt. Einen besonderen Stellenwert hat die Behandlung der Prostata mittels der Transurethralen Hyperthermie. Dabei wird zusätzlich zur Wärme ein elektrisches Feld aus Radiokurzwellen aufgebaut.
Auch die laserinduzierte Thermotherapie und die Therapie mit hochintensivem fokussiertem Ultraschall (HIFU) arbeiten mit der gezielten Überwärmung von Gewebe. Sie zählen jedoch nicht zur Hyperthermie im engeren Sinn.
Zudem gibt es Hyperthermiegeräte zur Stabilisierung der Patiententemperatur im Bereich der Normo- und Hyperthermie, etwa zur Vermeidung von intra- und postoperativen Wärmeverlusten.